# مارتينا شيتينا

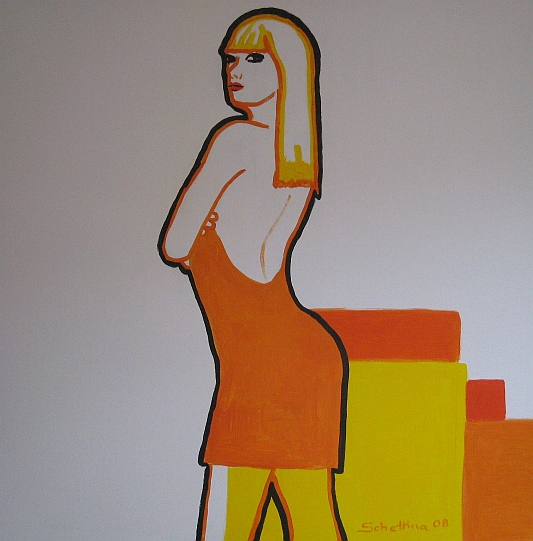
لوحة "الثوب البرتقالي للفنانة مارتينا

مارتينا شيتينا (بالألمانية: Martina Schettina)‏ (مواليد 1961) فنانة نمساوية. يغلب فن الرياضيات على أعمالها الفنية.

## وصلات خارجية
- الموقع الرسمي
 (بالألمانية)